# Literaturjahr 1500
Liste der Literaturjahre

◄◄ | ◄ | 1496 | 1497 | 1498 | 1499 | Literaturjahr 1500 | 1501 | 1502 | 1503 | 1504 | ► | ►►

Weitere Ereignisse

## Ereignisse
- 11. März: Der böhmische Landtag verabschiedet die Vladislavsche Landesordnung, die als erste geschriebene Verfassung Böhmens gilt. Großteils handelt es sich um eine Sammlung und Präzisierung älterer Privilegien des Adels.
- Mai: Pero Vaz de Caminha, Mitglied und Schreiber der Expedition des Pedro Álvares Cabral, verfasst die Carta de Pero Vaz de Caminha, einen Brief an König Manuel I. von Portugal, der für die umfangreichste und akkurateste Darstellung der Entdeckung Brasiliens gehalten wird.
- Erasmus von Rotterdam veröffentlicht in Paris das Werk Collectanea adagiorum (Gesammelte Sprichwörter), die erste Ausgabe einer Sammlung und Kommentierung 818 antiker Sprichwörter, Redewendungen und Redensarten.
- Die früheste Straßenkarte Mitteleuropas ist die 1500 anlässlich des heiligen Jahres gedruckte Romwegkarte von Erhard Etzlaub. Die Karte mit dem Titel Das ist der Rom-Weg von meylen zu meylen mit puncten verzeichnet von eyner stat zu der andern durch deutzsche landt., ist wie alle Karten Etzlaubs gesüdet, drei Himmelsrichtungen sind mit Aufgang, Mittag und Undergang beschriftet. Der Straßenverlauf ist wiedergegeben und die Entfernungen zwischen den Städten sind durch Punkte im Abstand je einer Deutschen Meile (7,4 km) messbar.

- um 1500: Die Ballade Robin Hood and the Potter wird in mittelenglischer Sprache niedergeschrieben.
- 1500/1505: Das Straßburger Rätselbuch, das erste im deutschsprachigen Raum bekannte gedruckte Rätselbuch, erscheint erstmals. Mit zahlreichen weiteren Auflagen gehört es zu den erfolgreichsten volkstümlich geschriebenen weltlichen Büchern der Frühen Neuzeit. Das Werk enthält 336 geistliche und weltliche Rätsel, viele Scherzfragen und Rätselerzählungen mit Auflösungen, daneben auch einzelne Anekdoten und Sprichwörter. Der Verfasser des in Ermangelung eines eigentlichen Titels so genannten Straßburger Rätselbuches ist nicht bekannt, es könnte sich um Thomas Murner handeln.

## Geboren

### Geburtsdatum gesichert

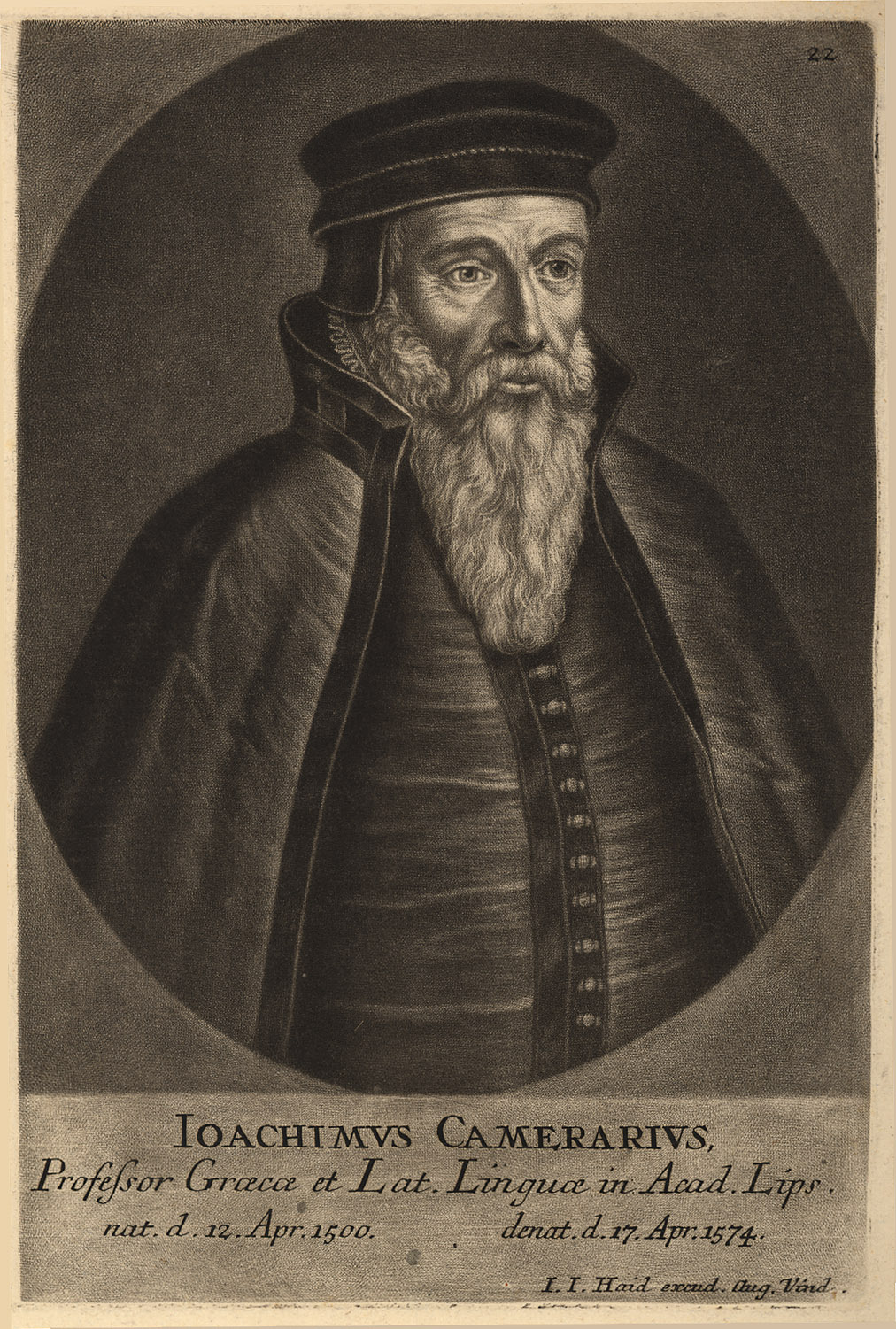
Joachim Camerarius der Ältere; * 12. April

- 12. April: Joachim Camerarius der Ältere, deutscher Humanist, Universalgelehrter und Dichter († 1574)
- 1. August: Johannes Rivius, deutscher Humanist, Pädagoge, Theologe und Autor († 1553)

### Genaues Geburtsdatum unbekannt
- Francesco Negri, italienischer Benediktinermönch, Humanist, Lehrer, Schriftsteller und Reformator († 1563)

### Geboren um 1500
- Erasmus Alberus, deutscher Theologe, Reformator und Dichter († 1553)
- Hans Denck, deutscher täuferischer Theologe, Humanist, Schriftsteller und Bibelübersetzer († 1527)
- Hayâlî, osmanischer Poet († 1557)
- Walter Klarer, Schweizer evangelisch-reformierter Pfarrer in Hundwil, Herisau, Gossau und Urnäsch, Reformator im Appenzellerland, Gastwirt und Chronist († 1567)
- Dolfino Landolfi, Schweizer Politiker, Podestà und Buchdrucker († 1571)
- Maurice Scève, französischer Dichter († um 1560)

## Gestorben

### Todesdatum gesichert

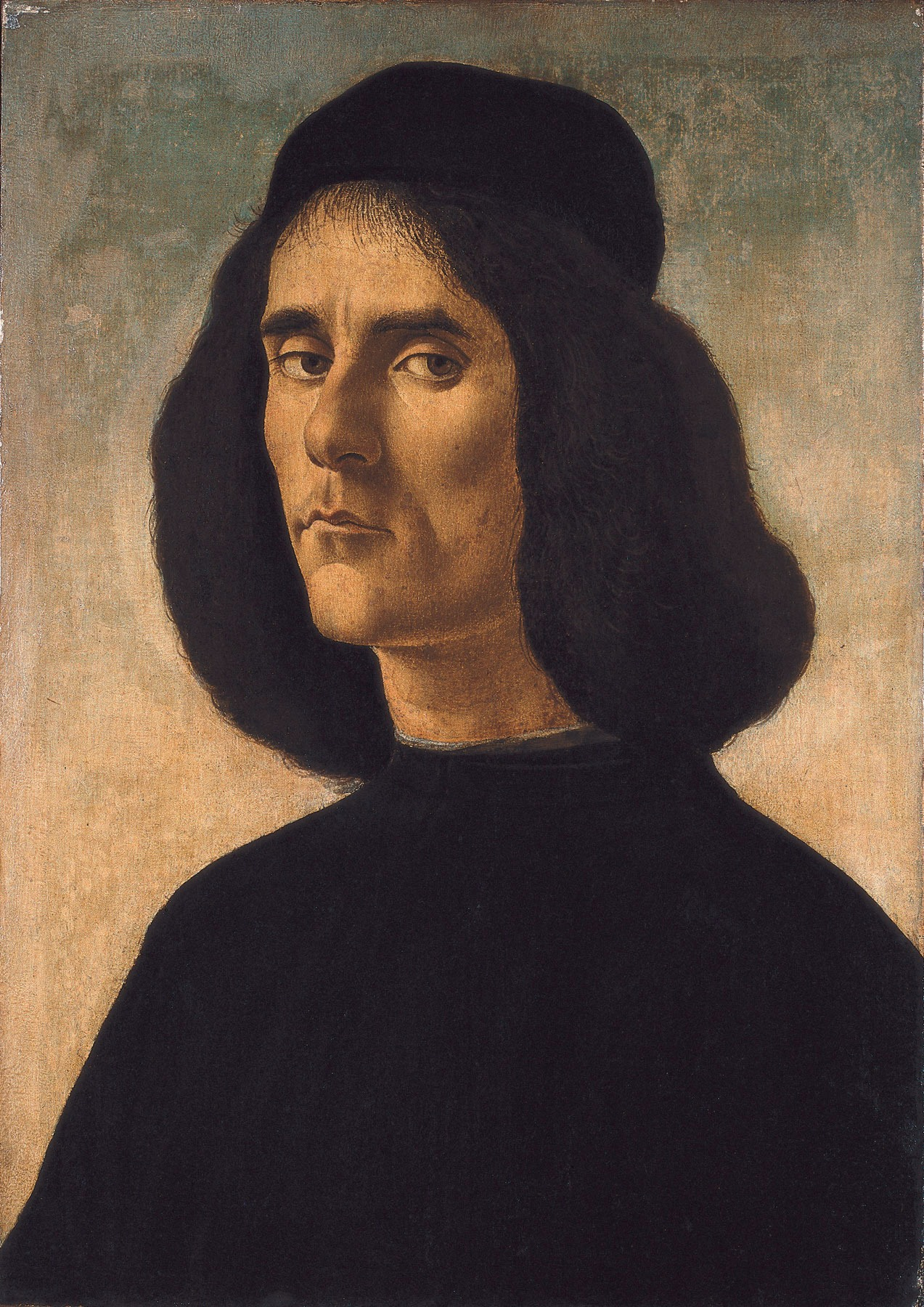
Michael Marullus; † 10. April

- 10. April: Michael Marullus, humanistischer Gelehrter, lateinischer Dichter und Soldat griechischer Herkunft (* um 1458)
- 23. Juni: Ludovico Lazzarelli, italienischer Humanist und Poet (* 1447)

- 26. November: Martin Flach der Ältere, Straßburger Drucker (* unbekannt)
- 15. Dezember: Pero Vaz de Caminha, portugiesischer Seefahrer und Schreiber von Pedro Alvares Cabral (* um 1445)

### Genaues Todesdatum unbekannt
- Bernardo di Niccolò Machiavelli, Florentiner Bürger und Tagebuchschreiber, Vater von Niccolò Machiavelli (* zw. 1426 und 1429)
- Nikolaus Meyer zum Pfeil, deutschsprachiger Humanist und Schriftsteller, Schultheiß in Mülhausen und Großrat und Ratsschreiber in Basel (* 1435/1445/1451)